# Шугартаун (Луизијана)
Шугартаун (енгл. Sugartown) насељено је место без административног статуса у америчкој савезној држави Луизијана.

## Демографија
По попису из 2010. године број становника је 54.
| Група             | 2000.    | 2010.      |
| Белци             | 0 (0,0%) | 49 (90,7%) |
| Афроамериканци    | 0 (0,0%) | 1 (1,9%)   |
| Азијати           | 0 (0,0%) | 0 (0,0%)   |
| Хиспаноамериканци | 0 (0,0%) | 0 (0,0%)   |
| Укупно            | 0        | 54         |